# 東芝ベックマン
東芝ベックマン株式会社（とうしばベックマン）は、1962年に、東芝のグループ企業として、米国のBeckman Instruments（現在はBeckman Coulter）との合弁企業として設立し、東京都に本社を置いて計測機器、超遠心機・精密型/可変抵抗器(ボリューム)、比重計の製造を手掛けていた日本の企業である。1977年に、ベックマン・インスツルメンツが資本撤退し、休眠会社となった。

## 社名・社是・理念
日本の公害対策に寄与していくという経営理念として、「米国のベックマン・インスツルメンツ社の高品質・高信頼性な計測機器」をモットーにし、国内で計測機器を基調に、超遠心機・精密型/可変抵抗器(ボリューム) の生産・販売を1962年に開始した。100%を日本国内で販売して計測機器のブランド“ベックマン”として知られた。営業売上げの主力製品は自動車排ガス測定装置「カーレックス」であった。

## 概要
東芝ベックマン設立当時の1965年(昭和40年)代は、新潟水俣病、イタイイタイ病の富山県神通川のカドミウム水質汚染、水俣湾の水銀汚染。四日市ぜんそくや急増する自動車の排気ガスによる市谷柳町に代表される大気汚染。カネミ食用油汚染、粉ミルクへのヒ素汚染など、人体に有害な公害の真っ只中にあった。また、都市部への人口集中に伴い河川への生活排水や、下水処理場の汚濁や、タンカーなどの造船所や、インフラ整備に伴い下水道工事現場などで多発する酸欠事故が、続発していた。そうしたの時代背景で設立された企業である。
品質保証(QA)を基本とし、工場の製造部検査課とか試験課はなく、本社にサービス部品質保証課が置かれていた。製品の信頼性を重視し、試作品には環境温度サークル試験。完成した製品が規定の品質を満たしているか性能試験や外観検査に加えて、JIS規格に基づき、電圧変動・衝撃や絶縁耐圧などの試験のほか、納品後のアフターフォローを含み行っていた。また、米国のPL法に基づき、お客様の安全のために、いち早く日本語PLラベルを商品に張り付けを行っていた。QC(品質管理)運動に深く関わり1963年度デミング賞受賞の社長による斬新な経営方針によるものである。

## 歴史

### 東芝府中工場 計測事業部
- 高度経済成長期には、全国各地に石油化学コンビナートや原子力発電所の建設に伴い海外プラントメーカーから、防爆型のベックマンの磁気式酸素濃度計F3[6]、電解水分計Hygromite[7][8][9][10][11]などのプロセスガス計測機器や、自動車製造企業には自動車排ガス分析装置[12]が、海外から導入された。石油化学コンビナートでは、強い日差しを避けるための天蓋付きの鉄骨フレームに計測機器はボルトで直付けする。測定ガスの流れが、上側に向かないように配管する。ガス温度の低下によって生じた結露がダストを付着させ、流路が閉塞するのを防ぐため、計装エアー共々、スチームヒータで加熱（スチームトレース）したうえで，セラミックスウールなどで覆って保温する[13]など、そのために重要な蒸気システム系内からのドレン排除のためのスチームトラップ[14]など徹底した分析を経て、石油化学コンビナートにおける計測機器に必要な知見を得て、計測事業部では周知徹底をし、これらの機器の有償保守を行っていた。また、ベックマン・インスツルメンツ社によってスタンドアロンアイテムとして開発された計測機器を組み込んだ自動車排ガス測定装置を製造していた。

### コロンビア貿易株式会社
コロンビア貿易は、戦後、いち早くベックマン・インスツルメンツの製品の輸入業務を担って、分析装置を標準的に使用するようにした。
- 酸欠が予想される場所に入る事業者では、マンホールなど進入口からセンサーを垂らして、測定できる携帯式酸素計Beckman Model715 Process Oxygen Monitor[15][16]。
- アトム株式会社（現在はアトムメディカル株式会社）を経て、全国の日赤病院などで、未熟児医療用保育器の酸素濃度管理をするための[17][18]標準備品として使用されたベックマンの携帯型酸素計D2[6][19]。
- 病理組織検査に公立病院や国立病院など必要なベックマンの真空式超遠心機や、血液検査にエンザイムを使用して高速で血液検査できる臨床検査完全自動化分析装置DSA。また、1965年(昭和40年)代の肝機能検査で主流のセルローズアセテート膜を支持体とする電気泳動装置。
- 試薬検査に代わり研究機関で使われ始めた分光光度計DU型[20][21]、ガスクロマトグラフィー、PHメーター、フーリエ分光光度計、窒素酸化物計、水銀分析計とガスクロマトグラフィー、及び化粧品メーカー研究所で粉体等の体積を精密に測定する比重計、比色計。
- 都市ガス製造会社で、燃焼装置の評価のための精密測定標準機のベックマンの磁気式酸素計E2[22]やG2[23]。
- 水質汚濁防止法に絡み、河川管理部署や上下水道施設で標準機のベックマンの全有機炭素測機器TOC915、及びBOD(溶存酸素量)の測定についてWinkler法[24]に代わる隔膜電極法による携帯式溶存酸素計Fieldlab[25]。

### 東芝ベックマン設立後の経過
ベックマン・インスツルメンツの製品の輸入と、東芝の計測事業部の事業を継承し、計測機器を基調に、超遠心機・精密型/可変抵抗器(ボリューム) 、空気比較式比重計930の国内での生産をした。
第2次池田内閣(1960年12月8日成立)の四大工業地帯の周辺に鉄鋼·石油精製·石油化学·火力発電所を結ぶコンビナートを造る『太平洋ベルト地帯構想』も、一段落した時期で、工業計器も日機装、荏原製作所、新日本空調など限られたエンジニアリング会社に販売するのみで、需要も一段落していた。
- PHメーターSS-1[32]、液クロマトグラフィー、分光光度計に加えて、透析液製造メーカーや病院の透析治療施設において、透析液自体の含量測定および均一性評価に、または血清Na, Kを測定する炎光光度計[33]、透析液調製用水の水質基準確認等にも利用される原子吸光計の製造[34][35][36][12]。デザインと自動校正など画期的な操作性を備えており、故障もなく信頼性が高く世界的なブームを呼んだデジタル式のBeckman Model 4500 Digital pH Meter[37]は、国内でも脅威的に市場を席巻した。
- 米国で量産化が始まったベックマン・インスツルメンツの液晶ディスプレイや抵抗ネットワークなどの電子部品をいち早く輸入し、腕時計などの表示をアナログから液晶化した。
- 大気汚染防止に関する法律の制定により、工場より排気される窒素酸化物の規制が始まった。NOx 計測には、NO とO3 の反応による発光を検出する化学発光(ケミルミネッセンス)という化学反応[38]によって高エネルギー状態(励起状態)の分子が生成されて、これが光としてエネルギーを放出する現象を利用した計測機器を、ベックマン・インスツルメンツが世界市場に送りだしたBeckman Model 951 NO/NOX Analyzer[39][40]。

百メートル煙突に象徴される電力会社との取引実績を踏まえて、生産計画の実行面でリスクマネジメントを十分備える日本碍子（現在は日本ガイシ）が、電力事業で儲けるだけが目的でない、窒素酸化物が排出されない社会を実現したいと企業ビジョンから、ベックマン・インスツルメンツの951に注目した。開発チームとして、自分の感情や行動をコントロールできるコンピテンシーな技術者6名で構成する特電課を立ち上げた。目標を実現するためには、何が課題か分析する。仮説を立てながら、検証していく。対話を通して合意形成をしていく。
こうした運営方針のもとで、火力発電所の煙道排ガスでの前処理装置の能力や安全性を実証実験を含めた適切な総合的な試験を行い、セラミック素子などでガス中のドレン、ミスト、ダストなど不純物質を除去する前処理装置（サンプリング装置）を完成させた。装置の前面からダストの付着状態とドレインの溜まり具合が監視できて、フイルターの取り換えやドレインバルブ操作などメンテナンス性を向上が、図られていた。これにより、電力供給が急増する火力発電所での1年24時間体制で、951を使用した燃焼制御を安定的にできるようになった。これをきっかけにして、一気に大気中への窒素酸化物の放出が抑えられた。
- 炭化水素（HC） は、水素炎イオン化検出法（FID 法）で全炭化水素（THC）として測定するが、ディーゼルエンジンの場合には、191 ℃の加熱ラインと加熱型分析部が必要である。前処理装置とHC成分の分析部を適切に組み合わせた計測システム[38]として、国の排ガス規制に対応するために実績評価のあったFIAを、米国ベックマンから迅速に輸入して、全ての大型のトラック・バス（重量車）等、ディーゼルエンジン大型車製造会社に納入した。
- 1973年(昭和48年)に法律が改訂されて、光化学スモッグの深刻化に伴い、600万台に及ぶ軽自動車を含めて使用過程車の排気ガス検査を、1973年(昭和48年)末までにすることが義務化された。先行していた米国ベックマン・インスツルメンツから、HC/CO 自動車排気ガステスター[41]を自動車整備検査用機器として輸入し、社団法人自動車機械工具協会の性能試験を経て、法律の施行を補った。
- 1970年に米国で「マスキー法」が成立し、 自動車排出ガス規制が始まった。アメリカに自動車を輸出しているトヨタ、ホンダなどの企業が、挙ってEPA適合エンジン開発にしのぎを削っていた。自動車製造会社の適合エンジンの生産ラインの増設に合わせて、自動車排ガス測定装置の増産のために当社は、工場規模を二倍に拡張した。自動車排ガス測定装置を第一群、第二群、第三群、第四群と次々と製造して、現場で最終調整が許されるような短納期状態で納入した。その後、自動車製造会社の省力化のための、インク記録計からデーター処理のコンピューター化に伴い、自動校正装置と直読化のリニアライザーなどの標準装備、0.1パーセントの可読化、流量の自動調整化、High/Low測定範囲の遠隔操作の必要性が急激に生じた。

自動車製造工場向けのガス分析計は，堀場製作所と同じ京都では、島津製作所と柳本製作所，東京では東芝のジョイントベンチャーの当社が作っていた。ここでは高精度を満たす検出器の選別、さらに経時化、意図しない流路配管などへの油分コンタミネーションで、その都度の流路の清掃と検出器取り換えなど、24時間体制で稼働する自動車工場での現場対応が、収益を圧迫し当社の重荷となった。当時の「保証期間内は、無償修理」の因習、経験、勘等に拠る不合理的な手法商習慣に阻まれて利益が見込まれる状態には至らず、従業員の希望退職を募って人員削減を行った。
- 1977年に、自動車排ガス測定装置に利益が見込みにくい中で、当社が自動車排ガス測定装置に主軸を置くことに対して、検出器を提供していたベックマン・インスツルメンツの経営方針の変更に伴い、資本撤退し休眠会社となった。
  - 製造部・サービス部門を東芝計測事業部に継承し、臨床検査機器部門を医用機器事業部に譲渡[注釈 1]。スタンダードテクノロジー[注釈 2]の株をベックマンジャパンに譲渡。

## 事業所
- 武蔵工場[43]
1970年から1977年まで東京都府中市武蔵台1丁目3番地に所在した工場は、JR武蔵野線（府中街道）沿いにあった。土地、建物は解体された。現在はSANKEILOG府中の流通倉庫となっている。
- 札幌営業所
- 仙台営業所
- 名古屋営業所
- 大阪営業所
- 広島営業所
- 福岡営業所

## ブランド
東芝ベックマンの製造した商品は、次のブランドで販売された。
- Beckman : 計測機器
- Spinco[44] : 超遠心機
- Helipot[45]: ポテンショメータ(巻線抵抗製品の固定・可変抵抗器)
- BI(Beckman Instruments, Inc) : 半固定抵抗器（トリマポテンショメータ）、及び厚膜／薄膜印刷抵抗ネットワーク[46]

## その他
カルフォルニアのレモン産業では、ジュースの輸送中に痛むことから、水素イオン指数の管理が、問題になった。それを解決するために、pH指示薬（pHインジケーター）やリトマス試験紙に代わり、1936年頃にベックマンの創始者のアーノルド・ベックマンは、 pHメーターを開発したのが、始まりである。後に造られた米国製の工業用磁気式酸素濃度計測機器には、アーノルド・ベックマン社の刻印がされていた。
- 1977年にベックマンジャパン株式会社（東京都港区西新橋2丁目21-2第１南桜ビル[48]）が、設立された[4]。
- 1982年、ベックマン・インスツルメンツ社はスミスクラインと合併してスミスクライン・ベックマンとなる[49]のに伴い、ベックマンジャパン株式会社プロセスガス計測機器部門(PID)は分離され、日本エマソン株式会社ベックマン・インダストリアル事業部となった。その後、大倉ローズマウント株式会社の海外事業部設立に伴い譲渡されており、商標は、BeckmanからRosemount Analytical[50][51][52][53][54]になった。
- 1998年、コールター・コーポレーションを買収したベックマンは社名をBeckman Coulterに変更した。日本ではベックマン・コールター株式会社（東京都江東区有明3-5-7TOC有明ウエストタワー13F）、ベックマン・コールター・三島株式会社(静岡県駿東郡長泉町東野454番地の32)が、設立された[55]。
- 2000年にBI Technologiesは、英国TT ELECTRONICS Grp傘下になる[56]。
- ポテンションメータのビーアイテクノロジージャパン株式会社が、設立され[57]、2013年に TTエレクトロニクスジャパン株式会社に社名変更した[58]。
- Beckman Coulterは、2011年にDanaherに買収された[59][60]。